# Völkermarkt

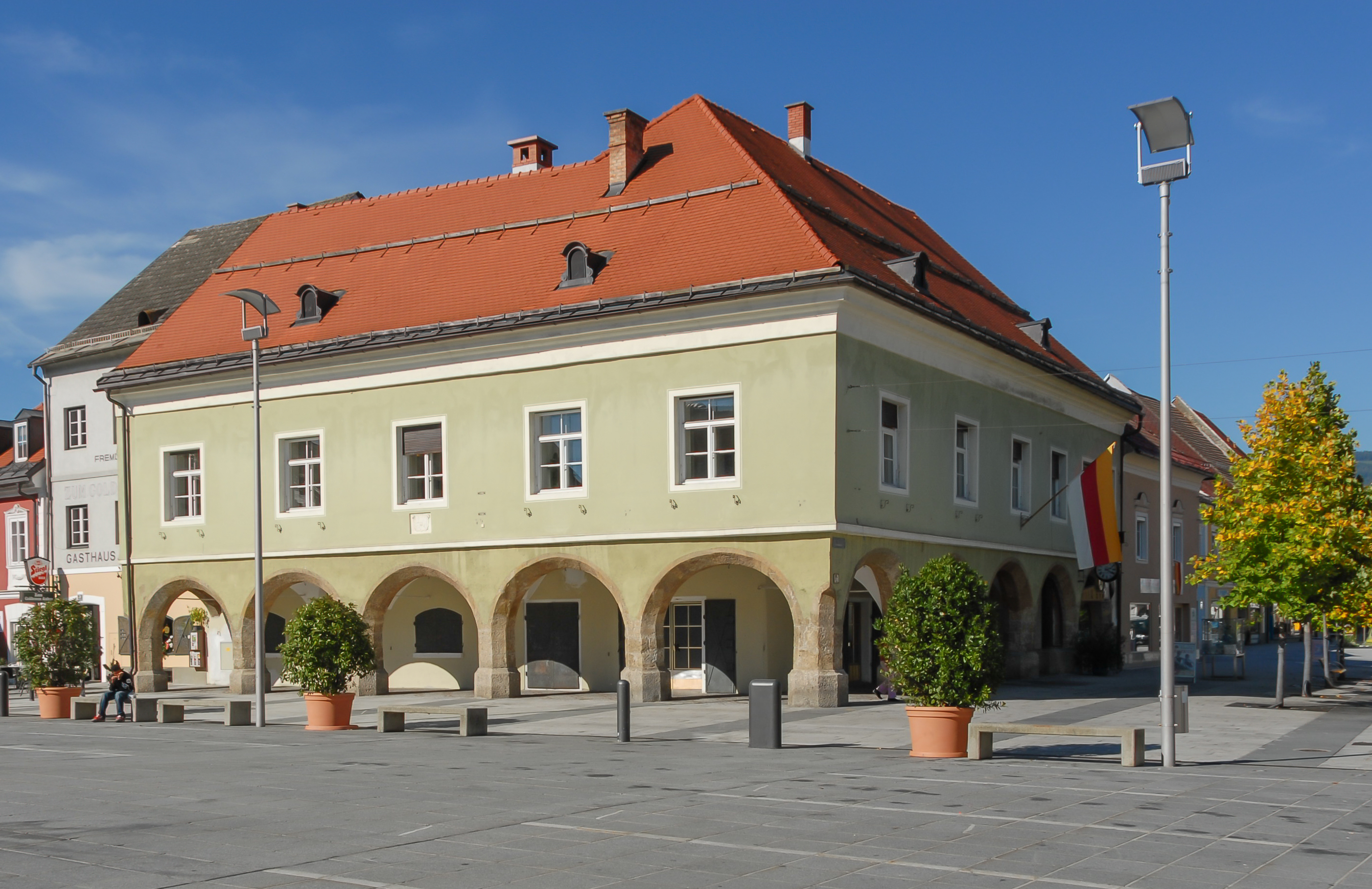
Gamla rådhuset.

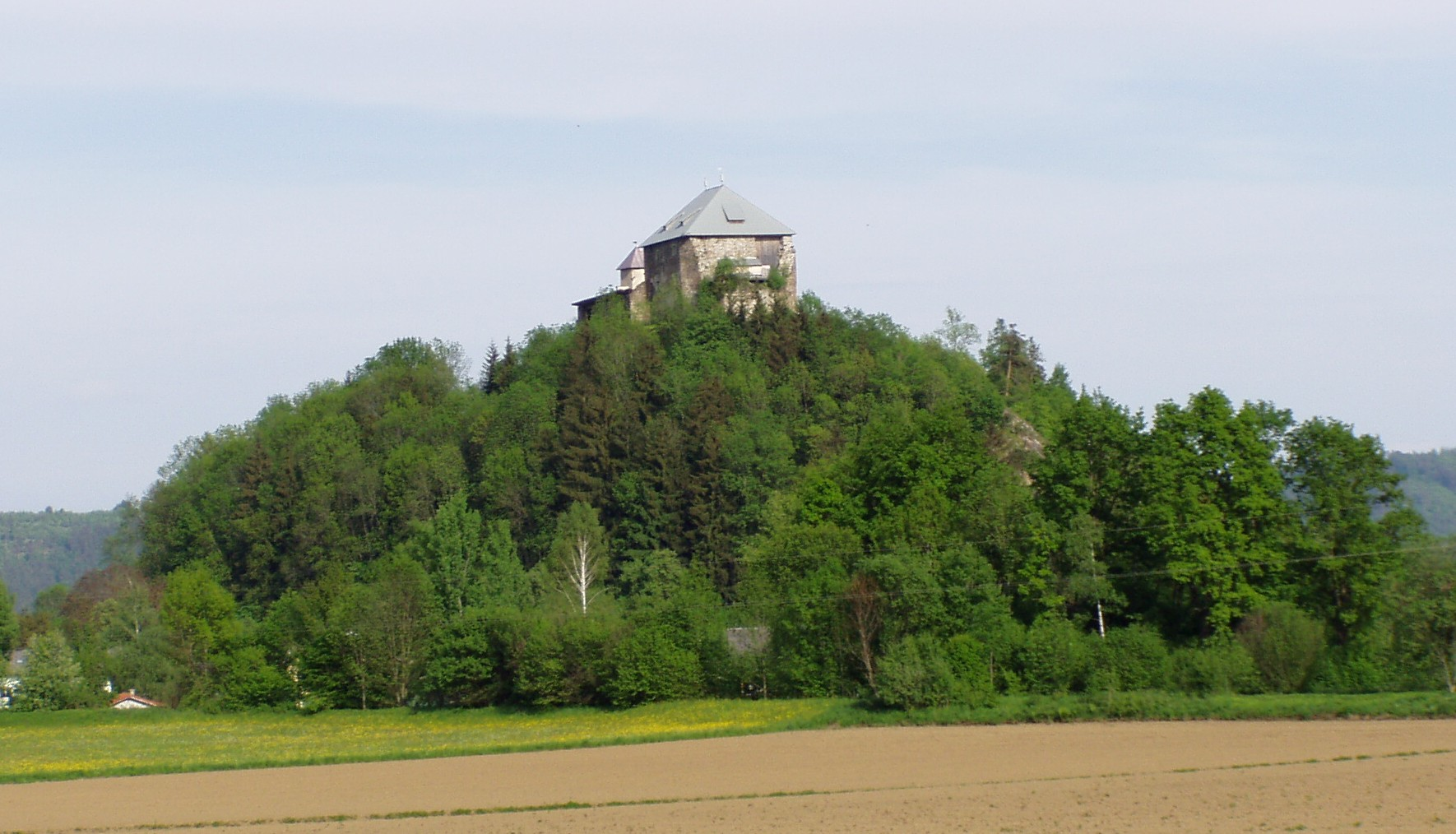
Borgruinen Heunburg.

Völkermarkt (slovenska: Velikovec) är en stadskommun i det österrikiska förbundslandet Kärnten. Staden är belägen i sydöstra Kärnten, cirka 25 kilometer öster om Klagenfurt, och är huvudort i distriktet med samma namn.

## Historia
Kring år 1090 grundade greve Engelbert av Spanheim en marknadsplats. Troligtvis var det en köpman vid namn Volko som fick uppdraget att upprätta marknadsplatsen. 1105/1126 omnämns Völkermarkt som Volchimercatus. Marknadsplatsen skänktes senare klostret Sankt Paul im Lavanttal.
1217 lät hertig Bernhard av Spanheim bygga en bro över floden Drau vid Völkermarkt. Eftersom den gamla marknadsplatsen ägdes och kontrollerades av klostret beslöt han att grunda en ny bosättning i närheten för att kontrollera handelsvägen. Det nya Völkermarkt utvecklades inom några årtionden till en befäst stad.
Under medeltiden var Völkermarkt en av de viktigaste furstliga städerna i Kärnten. 1470 sammanträdde lantdagen för Inre Österrike i Völkermarkt. 1541, 1650 och 1696 drabbade förödande storbränder staden, och 1715 kom pesten till Völkermarkt. Från 1500- till 1700-talet förlorade staden en del av sin betydelse. Idag är Völkermarkt skol- och handelscentrum för Jauntal, medan landsbygden runt omkring fortfarande är präglad av lantbruk, men även turism.
1973 slogs flera omkringliggande kommuner samman med staden Völkermarkt till en storkommun.

## Orter
Kommunen består av 79 orter (Ortschaften) (inom parentes invånarantal 1 januari 2024):

- Admont (52)
- Aich (94)
- Arlsdorf (57)
- Attendorf (43)
- Bach (64)
- Berg ob Attendorf (50)
- Berg ob St. Martin (8)
- Bergstein (50)
- Bischofberg (1)
- Bösenort (15)
- Dobrowa (74)
- Drauhofen (40)
- Dullach I (71)
- Dullach II (67)
- Dürrenmoos (346)
- Frankenberg (23)
- Führholz (11)
- Gattersdorf (202)
- Gletschach (20)
- Greuth (228)
- Gurtschitschach (48)
- Gänsdorf (55)
- Hafendorf (53)
- Haimburg (332)
- Hungerrain (40)
- Höhenbergen (55)
- Kaltenbrunn (91)
- Klein St. Veit (252)
- Korb (97)
- Kremschitz (106)
- Krenobitsch (65)
- Kulm (25)
- Ladratschen (26)
- Lassein (69)
- Lasseinerbucht (34)
- Lippendorf (62)
- Mittertrixen (160)
- Neudenstein (69)
- Niederdorf (4)
- Niedertrixen (11)
- Obersielach (140)
- Obertrixen (21)
- Oschenitzen (131)
- Penk (16)
- Pörtschach (65)
- Rakollach (20)
- Rammersdorf (76)
- Ratschitschach (72)
- Reifnitz (98)
- Reisdorf (109)
- Ruhstatt (50)
- Ruppgegend (12)
- Salchendorf (99)
- St. Agnes (62)
- St. Georgen am Weinberg (89)
- St. Jakob (151)
- St. Lorenzen (56)
- St. Margarethen ob Töllerberg (145)
- St. Martin (38)
- St. Michael ob der Gurk (144)
- St. Peter am Wallersberg (340)
- St. Stefan (29)
- Skoflitzen (7)
- Steinkogel (38)
- Tainach (569)
- Tainacherfeld (24)
- Terpetzen (14)
- Töllerberg (15)
- Unarach (15)
- Unterbergen (52)
- Unterlinden (32)
- Völkermarkt (4 747)
- Waisenberg (102)
- Wandelitzen (24)
- Watzelsdorf (78)
- Weinberg (39)
- Wernzach (29)
- Winklern (29)
- Wurzen (9)

## Kultur och sevärdheter
I Völkermarkt finns två konstgallerier och ett hembygdsmuseum. I och runt Völkermarkt finns kulturhistoriskt intressanta kyrkor från 1100- till 1500-talen som t.ex.
- stadskyrkan från 1200-talet i romansk-gotisk stil med sengotiska och barocka inventarier
- Ruprechtkyrkan från 1000-talet med romanskt benhus
- Sankt Agneskyrkan med gotiska vägg- och takmålerier från 1300-talet och ett benhus från 1200-talet
- kyrkan i Haimburg i sengotisk stil med högaltare i barockstil
- kyrkan i Sankt Margarethen ob Töllerberg från början på 1500-talet.

Även flera slott och borgar finns i kommunen, bl.a.
- slotten Kohlhof och Töllerberg från 1500-talet
- slottet Thalenstein från 1400-talet, ombyggt på 1700-talet när det fick sitt nuvarande utseende
- borgruinen Waisenberg, en gotisk borgruin med torn och boningshus
- borgruinen Heunburg, där det anordnas teateruppsättningar på somrarna

## Näringsliv
Völkermarkt är serviceort för regionen och regionalt handelscentrum. Turismen är en viktig näringsgren.

## Kommunikationer
Vid Völkermarkt möts vägarna B70 (Klagenfurt-Graz), B80 (Sankt Veit an der Glan – Lavamünd – Slovenien) och B82 (Sankt Veit an der Glan – Seebergsattel – Slovenien).

## Kända personer födda i Völkermarkt
- Brigitte Karner, skådespelare